# Emoia adspersa
Emoia adspersa este o specie de șopârle din genul Emoia, familia Scincidae, descrisă de Steindachner 1870. A fost clasificată de IUCN ca specie în pericol. Conform Catalogue of Life specia Emoia adspersa nu are subspecii cunoscute.